# 中村駿 (1999年生のサッカー選手)
中村 駿（なかむら しゅん、1999年5月5日 - ）は、大分県出身のサッカー選手。ナショナル・プレミアリーグス・ヴィクトリア3・ウイットルシー・レンジスFC所属。ポジションはディフェンダー。同じくサッカー選手の中村拓海は実弟。

## 来歴
大分トリニータの下部組織出身で、東福岡高校卒業後は国士舘大学に進学。
2022年、Y.S.C.C.横浜に加入。3月27日、J3リーグ第3節の福島ユナイテッドFC戦でJリーグデビューしたが、これが唯一の公式戦出場機会であった。
2023年、オーストラリアのウイットルシー・レンジスFCに移籍。

## 所属クラブ
- 大分トリニータU-12
- 大分トリニータU-15
- 東福岡高校
- 国士舘大学
- 2022年 Y.S.C.C.横浜
- 2023年 - ウイットルシー・レンジスFC

## 個人成績
| 国内大会個人成績 | 国内大会個人成績 | 国内大会個人成績 | 国内大会個人成績 | 国内大会個人成績 | 国内大会個人成績 | 国内大会個人成績 | 国内大会個人成績 | 国内大会個人成績 | 国内大会個人成績 | 国内大会個人成績 | 国内大会個人成績 |
| 年度             | クラブ           | 背番号           | リーグ           | リーグ戦         | リーグ戦         | リーグ杯         | リーグ杯         | オープン杯       | オープン杯       | 期間通算         | 期間通算         |
| 年度             | クラブ           | 背番号           | リーグ           | 出場             | 得点             | 出場             | 得点             | 出場             | 得点             | 出場             | 得点             |
| 日本             | 日本             | 日本             | 日本             | リーグ戦         | リーグ戦         | リーグ杯         | リーグ杯         | 天皇杯           | 天皇杯           | 期間通算         | 期間通算         |
| ---------------- | ---------------- | ---------------- | ---------------- | ---------------- | ---------------- | ---------------- | ---------------- | ---------------- | ---------------- | ---------------- | ---------------- |
| 2022             | YS横浜           | 30               | J3               | 1                | 0                | -                | -                | -                | -                | 1                | 0                |
| 通算             | 日本             | 日本             | J3               | 1                | 0                | -                | -                | -                | -                | 1                | 0                |
| 総通算           | 総通算           | 総通算           | 総通算           | 1                | 0                | -                | -                | -                | -                | 1                | 0                |

- Jリーグ初出場 - 2022年3月27日 J3第3節 福島ユナイテッドFC戦（Jヴィレッジスタジアム）